# Scoglio Trentova
Lo Scoglio Trentova è un isolotto disabitato dell'Italia, in Campania. Si trova a sud di Agropoli, comune di cui fa parte.

## Geografia
L'isola sorge a sud del porto di Agropoli, di fronte alla baia e promontorio di Trentova, a circa 7 metri di distanza dalla terraferma. Essa fa parte della Costiera Cilentana, di cui è l'isola più settentrionale. Le altre sono Licosa, Il Coniglio, lo Scoglio Mingardo, l'Isolotto dei Conigli e Lo Scialandro.